# Micromort
Un micromort (de micro- i de mortalitat) és una unitat de risc que es defineix com «una possibilitat entre un milió de morir» Els micromorts es poden utilitzar per a mesurar la taxa de risc d'activitats diàries. El concepte de micromort va ser introduït per Ronald A. Howard, pioner en la pràctica moderna de l'analisi de decisions.

Per a activitats futures, els micromorts representen només mesures aproximades, perquè cada circumstància particular té un impacte diferent. Per a esdeveniments que ja han succeït, en canvi, els micromorts serveixen per a obtenir figures de les mitjanes històriques de la mortalitat de certa activitat.

## Valors de mostra

### Lleure i esport
| Mort de        | Context                           | Període   | N Morts | N Exposició                                                 | Micromorts Per unitat d'exposició                   | Referència      |
| -------------- | --------------------------------- | --------- | ------- | ----------------------------------------------------------- | --------------------------------------------------- | --------------- |
| Submarinisme   | Regne Unit: membres de BSAC       | 1998-2009 | 75      | 14,000,000 capbussaments                                    | 5 per capbussament                                  | BSAC            |
| Submarinisme   | Regne Unit: no-BSAC               | 1998-2009 | 122     | 12,000,000 capbussaments                                    | 10 per capbussament                                 | BSAC            |
| Submarinisme   | ENS - Va assegurar membres de DAN | 2000-2006 | 187     | 1,131,367 membres                                           | 164 per any mentre membre de DAN 5 per capbussament | DAN p75         |
| Skiing         | ENS                               | 2008/9    | 39      | 57,000,000 dies skiing                                      | 0.7 per dia                                         | Esquí-lesió.com |
| Skydiving      | ENS                               | 2008-2013 | 135     | 15,300,000 salts                                            | 9 per salt                                          | USPA            |
| Skydiving      | Regne Unit                        | 1994-2013 | 41      | 4,864,268 salts                                             | 8 per salt                                          | BPA             |
| Corrent marató | ENS                               | 1975-2004 | 26      | 3,300,000 curses                                            | 7 per corregut                                      | Kipps C 2011    |
| Que salta base | Kjerag Massif, Noruega            | 1995-2005 | 9       | 20,850 salts                                                | 430 per salt                                        | Soreide 2007    |
| Alpinisme      | Ascent A Matterhorn               | 1981-2011 | 213     | Aproximadament 75,000 ascents (Aproximadament 2500 per any) | Aproximadament 2840 per intent d'ascens             | Bachmann 2012   |
| Alpinisme      | Ascent A Mt. Everest              | 1922-2012 | 223     | 5,656 ascensos exitosos                                     | 37,932 per intent d'ascens                          | NASA 2013       |

### Informació addicional
Activitats que augmenten el risc de mort en més o menys un micromort, i la seva causa de mort associada:
- Viatjar 9.7 km en moto (accident)
- Caminar 27 km (accident)[23]
- Viatjar 16 km (o 32 km) en bicicleta (accident)
- Viatjar 370 km (o 402 km) en cotxe (accident)
- Viatjar 1600 km en jet (accident)
- Viatjar 9656 km en tren (accident)[24]

- Viatjar 19,000 km en jet pels Estats Units (terrorisme)[25]

Increment del risc de mort en altres activitats (per a un sol esdeveniment):
- Ala delta – 8 micromorts per sessió
- Èxtasi (MDMA) – Entre 0.5 i 13 micromorts per pastilla (la majoria dels casos també impliquen altres drogues)[26]

## Riscos crònics
Els micromorts funcionen molt bé en riscos puntuals (i.e. morts immediates). En Ron Howard va incloure els riscos crònics (estil de vida, contaminació, etc.) en la seva obra original. Per exemple, les activitats següents augmenten un micromort:
- Beure 0.5 litres de vi (cirrosi de fetge)
- Fumar 1.4 cigarrets (càncer, malalties del cor)
- Estar 1 hora en una mina de carbó (malaltia del pulmó negre)
- Estar 3 hores en una mina de carbó (accident)
- Viure 2 dies a Nova York o Boston el 1979 (contaminació de l'aire)
- Viure 2 mesos amb un fumador (càncer, malaltia de cor)
- Beure aigua de Miami durant 1 any (càncer per cloroform)
- Menjar 100 bistecs a la brasa (càncer per benzopirè)
- Menjar 40 cullerades soperes de mantega de cacauet (càncer de fetge degut a l'aflatoxina B)
- Viatjar 10,000 km amb jet (càncer a causa de l'augment de la radiació de fons)[28]

Tanmateix, els riscos crònics es poden monitorar millor utilitzant altres unitats de mesura, com les microvides.